# Zbigniew Ciborowski
Zbigniew Ciborowski (ur. 1 stycznia 1948 w Łomży) – polski artysta fotograf. Członek rzeczywisty i Artysta Fotoklubu Rzeczypospolitej Polskiej (AFRP). Członek Łomżyńskiego Towarzystwa Fotograficznego. W latach 1980–1989 współpracował z Służbą Bezpieczeństwa, jako kontakt operacyjny Optyk. 

## Życiorys
Jest absolwentem Uniwersytetu Warszawskiego. Jest członkiem założycielem (współzałożycielem) Klubu Fotografii NURT w Łomży. Był członkiem i prezesem Zarządu Łomżyńskiego Towarzystwa Fotograficznego.      
Zbigniew Ciborowski fotografuje od początku lat 60. XX wieku. Jest autorem i współautorem wielu indywidualnych i zbiorowych wystaw fotograficznych, w Polsce i za granicą. Jest uczestnikiem wystaw pokonkursowych, na których otrzymał wiele nagród, wyróżnień, dyplomów i listów gratulacyjnych. Jest współorganizatorem i uczestnikiem wielu plenerów fotograficznych, odbywających się cyklicznie od wielu lat, w ramach działalności łomżyńskiego Klubu Fotografii NURT. Jest członkiem jury w konkursach fotograficznych. Był współorganizatorem prezentacji dorobku twórczego fotografów z Polski północno-wschodniej, w cyklach: „Światłoczuli 2000” i „Światłoczuli 2011”. 
W 2011 roku został przyjęty w poczet członków Fotoklubu Rzeczypospolitej Polskiej Stowarzyszenia Twórców (legitymacja nr 315). Jego prace zaprezentowano w Almanachu (1995–2017), wydanym przez Fotoklub Rzeczypospolitej Polskiej Stowarzyszenie Twórców, w 2017 roku. W 2018 roku został uhonorowany Medalem „Za Zasługi dla Fotografii Polskiej” – odznaczeniem przyznawanym przez Kapitułę Fotoklubu Rzeczypospolitej Polskiej Stowarzyszenia Twórców – w 100. rocznicę odzyskania przez Polskę niepodległości.  
Zbigniew Ciborowski jest laureatem Nagrody Wojewody Podlaskiego za propagowanie kultury i dorobek artystyczny. 

## Odznaczenia
- Medal „Za Zasługi dla Fotografii Polskiej” (2018)[22];

## Wydawnictwa (albumy)
- „Kijów”;
- „Paryż”;
- „Norwegia - wielka przygoda”;
- „Miasta Europy w fotografii”;
- „Kraków”;
- „Praga”;
- „Hamburg – wędrówki fotograficzne”;

Źródło.